# Preckel Automobile
Die Preckel Automobile GmbH mit Sitz in Krefeld ist eine deutsche Unternehmensgruppe, die im Automobilhandel tätig ist. Die Autohausgruppe mit acht Standorten in Nordrhein-Westfalen ist Vertragshändler von elf Automarken: Nissan, Fiat, Fiat Professional, Alfa Romeo, Abarth, Jeep, Kia, Maxus, Silence, MG Motors und Suzuki und fungiert darüber hinaus als Servicepartner für Renault, Dacia, Lancia und Infiniti.
Preckel gehört zu den 20 größten Autohändlergruppen in Deutschland nach vertriebenen Neuwagen (Platz 20 im Jahr 2016, Platz 16 ein Jahr darauf).

## Geschichte
Die Unternehmensgeschichte begann 1924 mit dem Kauf einer Karmann-Karosserie-Werkstatt an der Virchowstraße im Ortsteil Dießem in Krefeld, in der unter anderem Kutschgespanne gefertigt wurden. Der im Jahr 1924 erworbene Unternehmenssitz besteht – inzwischen erweitert – bis heute. Die Unternehmensgebäude zwischen der Ritter- und Virchowstraße in Krefeld beherbergten einst die Maschinenfabrik Siempelkamp. In den Gründerjahren wurden neben Karosseriearbeiten auch Flugzeugmotoren repariert.
1950 wurde das Unternehmen Vertragshändler von Renault, später folgten weitere Automarken. In den folgenden Jahrzehnten wurde der Stammsitz in Krefeld durch den Kauf verschiedener Gebäude zunehmend vergrößert. Im Jahr 1989 integrierte der Firmengründer Horst Dietmar Preckel gemeinsam mit Hubert Arians am Standort in Krefeld die Renault-Autohäuser in Mönchengladbach, Düsseldorf, Neuss, Geldern, Willich, Heinsberg, Heiligenhaus und Solingen in eine Gesellschaft, die P&A Autozentren (AHaGé Gruppe) mit Stammsitz in Mönchengladbach.

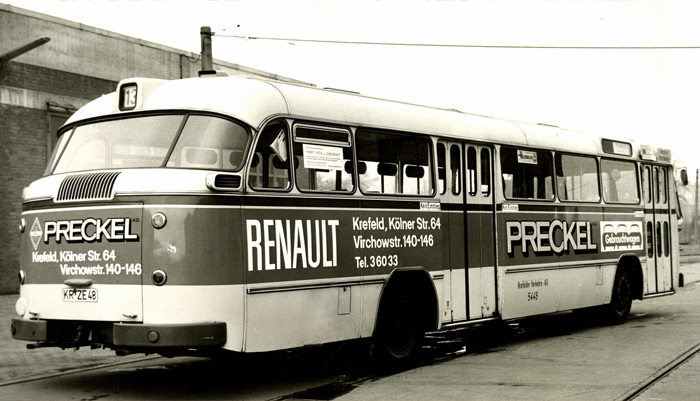
Krefeld Busbeschriftung Preckel Automobile GmbH 1964

Seit 2000 ist Preckel Vertragspartner von Nissan. In Krefeld eröffnete Preckel im Jahr 2003 die größte deutsche Renault-Minute-Karosseriehalle, in der Fahrzeuge ohne Voranmeldung repariert werden und die ein Karosserie- und Lackzentrum beinhaltet; im selben Jahr trat mit Eva Verena Preckel die vierte Generation der Familie Preckel in den Familienbetrieb ein. Ein Jahr später wurde auf 14.000 Quadratmetern das Autozentrum P&A mit einem Neuwagenbereich für Renault und Nissan, einer Werkstatt sowie einem 6.400 Quadratmeter großen, separaten Gebäude für Gebrauchtwagen auf der Automeile Höherweg eröffnet. 2006 wurde der Stammsitz in Krefeld in ein Business Center umgebaut.
Im Jahr 2011 übernahm Eva Verena Preckel den Posten als Geschäftsführerin, im Juni desselben Jahres wurde die Autohausgruppe Vertragspartner für die Automarken Jeep, New Lancia (Chrysler) sowie Alfa Romeo. Im November 2011 wurde Preckel Vertragspartner von Infiniti und eröffnete ein Autohaus der japanischen Automarke in Düsseldorf, die Vertragspartnerschaft mit der Marke Kia folgte 2014.
Im Februar 2019 verkaufte Preckel sein Renault/Nissan-Autohaus am Höherweg in Düsseldorf. 2021 wurde die Autozentrum P&A GmbH in Preckel Automobile GmbH umfirmiert, und im Herbst des Jahres wurde Preckel Vertragspartner der chinesischen Automarke Maxus, deren deutschlandweit ersten Ausstellungsraum (Showroom) Preckel 2022 in Krefeld eröffnete.
Im Jahr 2023 zählte Preckel laut Auto Bild und dem Marktforschungsinstitut Statista zu den 1.000 besten Autohändlern in Deutschland. Im November 2023 gab Preckel bekannt, den Vertrieb von Renault- und Dacia-Neufahrzeugen zum 31. Dezember desselben Jahres einzustellen, die Autohausgruppe übernimmt jedoch an den bisherigen Vertriebsstandorten weiterhin den Service für Renault- und Dacia-Fahrzeuge.
Seit dem Geschäftsjahr 2024 ist Preckel Vertragshändler der asiatischen Marken MG Motors und Suzuki.

## Unternehmensstruktur

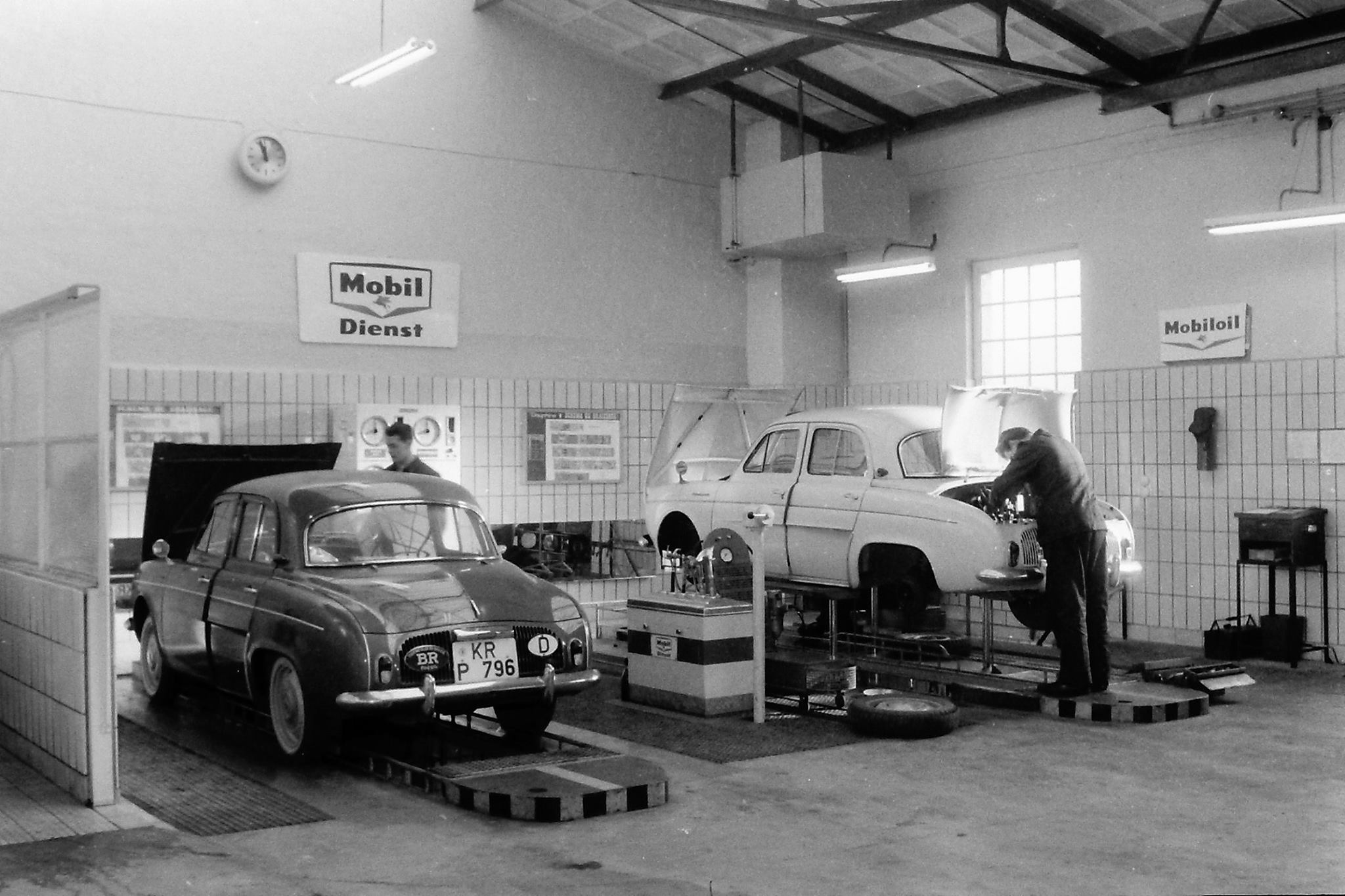
Werkstatt Krefeld 1961

Die Preckel Automobile GmbH ist neben ihrem Hauptsitz in Krefeld deutschlandweit an sieben weiteren Standorten vertreten. Im Geschäftsjahr 2021/2022 erzielte Preckel Automobile einen Umsatz von 155,4 Millionen Euro und beschäftigte 196 Mitarbeiter.

## Produkte und Dienstleistungen
Preckel vertreibt elf verschiedene Pkw- und Nutzfahrzeugmarken im Umkreis von Düsseldorf und ist Servicepartner für die Marken Renault, Dacia, Lancia und Infiniti.
Die Autohausgruppe bietet ihren Kunden den Umbau von Nutzfahrzeugen in Leichtbauweise an, wie die Verlängerung der Ladefläche, den Ausbau zum Kühlfahrzeug sowie Sonderbeschichtungen für den Transport frischer Lebensmitteln oder Blumen.

## Nachhaltigkeit
Im November 2023 gab Preckel eine Kooperation mit der E-Autovermietung Nextmove bekannt, die eine Lieferung von 300 Maxus E-Transportern an Nextmove bis zum Jahr 2028 beinhaltet. Darüber hinaus teilte Preckel mit, drei Millionen Euro in ein nachhaltiges Ver- und Entsorgungskonzept zu investieren, um den Strom- und Gasverbrauch durch den Einsatz von Photovoltaikanlagen, Wärmepumpen und Hybridheizungen zu reduzieren.
Im Januar 2024 wurden schließlich alle Standorte von Preckel mit Photovoltaikanlagen ausgestattet.